# Cazeneuve, Gers
Cazeneuve este o comună în departamentul Gers din sudul Franței. În 2009 avea o populație de 138 de locuitori.

## Evoluția populației
| An        | 1975 | 1982 | 1990 | 1999 | 2006 | 2009 |
| --------- | ---- | ---- | ---- | ---- | ---- | ---- |
| Populație | 178  | 138  | 139  | 127  | 129  | 138  |